# 胡伯特 (肯塔基州)
胡伯特（英語：Hubert）是位於美國肯塔基州萊徹縣的一個鬼鎮。

## 地理
胡伯特所處的海拔為高於海平面335米（即1099英呎），而該地所採用的時區為UTC-5，即北美东部時區（EST）。同時該地設有夏令時間，為UTC-5調快一小時，即UTC-4（EDT）。